# Almada, Cova da Piedade, Pragal e Cacilhas
Almada, Cova da Piedade, Pragal e Cacilhas (nom officiel : Union des paroisses d’Almada, Cova da Piedade, Pragal et Cacilhas) est une paroisse civile portugaise de la municipalité d’Almada avec une superficie de 6,15 km² et 49661 habitants (en 2011). Sa densité de population est de 8075 habitants/km².

## Historique
Elle a été constituée en 2013, dans le cadre d’une réforme administrative nationale, par l’agrégation des anciennes paroisses d’Almada, Cova da Piedade, Pragal et Cacilhas dont le siège est à Almada.

## Démographie
| actuelle freguesia | actuelle freguesia                         | actuelle freguesia | actuelle freguesia | anciennes freguesias | anciennes freguesias | anciennes freguesias | anciennes freguesias |
| Armoiries          | Freguesia                                  | Population(2011)   | Superficie(km²)    | Armoiries            | Freguesia            | Population(2011)     | Superficie(km²)      |
| ------------------ | ------------------------------------------ | ------------------ | ------------------ | -------------------- | -------------------- | -------------------- | -------------------- |
|                    | Almada, Cova da Piedade, Pragal e Cacilhas | 49 661             | 6,15               |                      | Almada               | 16 584               | 1,37                 |
|                    | Almada, Cova da Piedade, Pragal e Cacilhas | 49 661             | 6,15               | Cova da Piedade      | 19 904               | 1,42                 |                      |
|                    | Almada, Cova da Piedade, Pragal e Cacilhas | 49 661             | 6,15               | Pragal               | 7 156                | 2,27                 |                      |
|                    | Almada, Cova da Piedade, Pragal e Cacilhas | 49 661             | 6,15               | Cacilhas             | 6 017                | 1,09                 |                      |